# سیارک ۴۴۵۲
سیارک ۴۴۵۲ (به انگلیسی: 4452 Ullacharles، نامگذاری:1988RN) چهار هزار و چهارصد و پنجاه و دومین سیارک کشف شده‌است که در ۷ سپتامبر ۱۹۸۸ کشف شد.
قدر مطلق سیارک برابر ۱۲٫۰۰ است.